# Ministère des Transports (Brésil)
Pour les autres articles nationaux ou selon les autres juridictions, voir Ministère des Transports.
Le ministère des Transports du Brésil est l'organisme chargé de conseiller le président de la République, d'établir et d'effectuer la mise en œuvre de la politique des transports dans le pays.

## Histoire
Le ministère a eu plusieurs noms :
- 1860-1891 - Secrétaire d'État aux affaires de l'Agriculture, du Commerce et des Travaux publics
- 1891-1906 - Ministère de l'Industrie, Transports et Travaux publics
- 1906-1967 - Ministère de la Voirie et des Travaux publics
- 1967-1990 - Ministère des Transports
- 1990-1992 - Ministère des Infrastructures
- 10 avril 1992 au 19 novembre 1992 - Ministère des Transports et Communications
- 19 novembre 1992 au 12 mai 2016 - Ministère des Transports
- 12 mai 2016 au 31 décembre 2018 - Ministère des Transports, des Ports et de l'Aviation civile.
- Depuis le 1er janvier 2019 - Ministère de l'Infrastructure

## Domaines de compétence
Selon la loi N° 10.683/2003, les domaines de compétence du Ministère sont :
1. La politique nationale de transport par rail, route et vois navigables.
2. Marine marchande et les voies navigables (le décret 7.717/12, annexe I article 1 section II parle aussi de "ports fluviaux et lacustres, sauf celles qui sont accordées aux entreprises portuaires")[3]
3. Participation à la coordination des transports aériens (le décret mentionné parle aussi de «services portuaires»)

En outre, conformément à la loi, au paragraphe 8 sont les pouvoirs du titulaire du dossier: 2
1. la formulation, la coordination et la supervision des politiques nationales
2. participation à la planification stratégique, la mise en place de lignes directrices pour la mise en œuvre et la priorisation des programmes d'investissement
3. approbation des plans de subventions
4. l'établissement de lignes directrices pour la représentation du Brésil dans les instances internationales et les conventions, accords et traités relatifs aux moyens de transport
5. formuler et superviser la mise en œuvre de la politique en ce qui concerne le Fonds de la marine marchande (pt), de la rénovation, la restauration et l'expansion de la flotte marchande nationale, en collaboration avec les ministères des Finances, du Développement, de l'Industrie et du Commerce extérieur et de la planification, du budget et de la gestion
6. l'établissement de lignes directrices pour l'affrètement de navires étrangers pour les compagnies maritimes du Brésil et de la libération du transport de fret prescrits

## Entités voisines

### Autorités publiques
- Agence Nationale des Transports Terrestres (pt) (ANTT)
- Agence nationale pour les transports par voies navigables (pt) (ANTAQ)
- Département national des infrastructures de transport (pt) (DNIT)

### Entreprises publiques
- Entreprise Planning et logistique (pt) (EPL)
- VALEC (pt)

### Sociétés anonymes
Compagnie des Docks de Maranhão (pt) (CODOMAR)